# Narcís Molins i Fàbregas
Narcís Molins i Fàbregas (Tortellà, Garrotxa, 1901 - Cuatla, Mèxic, 1962) fou un periodista i polític català. Es crià a pagès, però als divuit anys marxà a Barcelona, on començà com a aprenent de pastisser. Posteriorment, fou redactor de La Nau. S'afilià a la Federació Comunista Catalanobalear (FCCB), i amb ella ingressà en el Bloc Obrer i Camperol (BOC), on fou redactor d'un dels seus portaveus, L'Hora. Amb tot, no es dedicà exclusivament al periodisme fins que entrà a La Humanitat. Proper a les tesis d'Andreu Nin, fou expulsat del BOC, acussat de desviacionisme. Llavors ingressà a la Oposición Comunista Española i seguí a Nin quan aquest la transformà en Esquerra Comunista (EC). Quan EC s'incorporà al Partit Obrer d'Unificació Marxista (POUM), fou membre del comitè executiu. Durant la guerra civil espanyola treballà pel servei de premsa de la Generalitat de Catalunya. Alhora era el director d'Avant i redactor en cap de La Batalla. Un cop iniciada la repressió estalinista contra el POUM, es refugià a París, on, amb Víctor Serge, inicià una campanya de defensa del partit. Quan els nazis s'apropaven a París, marxà a Algèria, i d'allà a Mèxic (1940). Denuncià el genocidi nazi amb l'il·lustrador Josep Bartolí. El 1956 es llicencià en antropologia i després marxà a Caracas, però el 1957 s'instal·là definitivament a Cuatla.

## Obres
- UHP, La revolució proletària d'Astúries (1935)
- Campos de concentración (1944)
- El códice mendocino y la economía de Tenochtitlán (1956)